# Jakob Bohls
Jakob Bohls (* 22. Februar 2001) ist ein deutscher Floorballspieler, der beim Bundesligisten ETV Piranhhas unter Vertrag steht.

## Karriere
Seine Karriere begann Bohls bei den ETV Piranhhas. Zur Saison 2018/19 wechselte er für eine Saison zu Wiler-Ersigens U21 und kehrte anschließend nach Hamburg zurück. Bei den Piranhhas spielte er in der 1. Floorball-Bundesliga. Mit Deutschlands U19-Nationalmannschaft nahm Bohls von 2017 bis 2019 an internationalen Turnieren teil. Gegen Dänemark debütierte Bohls am 9. Dezember 2021 in der Herren-Nationalmannschaft.